# Duellmanohyla schmidtorum
A Duellmanohyla schmidtorum a kétéltűek (Amphibia) osztályának békák (Anura) rendjébe és a levelibéka-félék (Hylidae) családjába tartozó faj.

## Előfordulása
A faj Guatemalában  és Mexikóban él. Természetes élőhelye a mérsékelt övi erdők, szubtrópusi és trópusi nedves síkvidéki erdők, folyók, szubtrópusi és trópusi nedves hegyvidéki erdők, folyók. A fajra élőhelyének elvesztése jelent fenyegetést.